# Sjetlina
Sjetlina är ett samhälle i Bosnien och Hercegovina.   Det ligger i entiteten Republika Srpska, i den sydöstra delen av landet, 27 km öster om huvudstaden Sarajevo. Sjetlina ligger 896 meter över havet och antalet invånare är 133.
Terrängen runt Sjetlina är huvudsakligen kuperad, men åt sydväst är den bergig. Närmaste större samhälle är Pale, 9,6 km nordväst om Sjetlina. 
I omgivningarna runt Sjetlina växer i huvudsak lövfällande lövskog. Runt Sjetlina är det ganska tätbefolkat, med 93 invånare per kvadratkilometer.